# Rogério de Breteuil
Rogério de Breteuil, 2.º Conde de Hereford (em francês Roger de Breteuil; antes de 1051 - depois de 1087) foi o sucessor do inglês Guilherme FitzOsbern no condado e propriedades de Hereford em 1071.

## Desobedecendo o rei Guilherme
Ele não manteve um bom relacionamento com Guilherme, o Conquistador, em 1075, desconsiderando a proibição do Rei, casou sua irmã Ema com Raul de Gael, Conde de Norfolk, no famoso noivado de Norwich.

## Revolta dos Condes
Logo em seguida os dois condes rebelaram-se. Rogério, que deveria trazer a sua força a partir do oeste para unir forças com as do conde de Norfolk, foi mantido em cheque no rio Severn pelo da fyrd de Worcestershire que o bispo inglês Vulstano, Walter de Lacy, e outros normandos traziam ao campo contra ele.

## Julgamento, sentença e indulto
Sobre o colapso da revolta de seu confederado, Rogério foi julgado antes do Grande Conselho, privado de suas terras e Condado em 1075, e condenado à prisão perpétua. Ele foi liberado, com outros presos políticos, com a morte de Guilherme I em 1087.

## Família
Rogério deixou dois filhos, Rogério e Reginaldo. Ambos podem ter nascido após a sua libertação em 1087. Reginaldo casou-se com Hamelin de Ballon, filha de Hamelin de Balun de Abergavenny e levou seu sobrenome. Ele morreu antes de 1166, deixando aos seus descendentes o senhorio de Much Marcle com o seu castelo.